# Ponte Altinate
Il Ponte Altinate è un ponte romano a Padova, in Italia. Il ponte datato ad età tardo-repubblicana un tempo superava un ramo del fiume Brenta, denominato più tardi Naviglio Interno, il cui corso è oggi interrato e percorso dalla via Riviera dei Ponti Romani. La struttura si trova all'incrocio con Via Altinate e completamente ostruita alla vista dalla moderna pavimentazione a causa dell'interramento.
Il rapporto tra alzata e campata è di 1:4 per l'arcata principale e di 1:3,7 per le due arcate laterali, mentre il rapporto tra lo spessore del pilastro e la luce libera è di circa 1:5.
Nelle vicinanze si trova il ponte romano di  Ponte San Lorenzo, anch'esso parzialmente interrato, che è però aperto ai visitatori ad orari prestabiliti.